# Calañas
Calañas er en by og kommune i det sydvestlige Spanien i provinsen Huelva. Den har et indbyggertal på 2.759 (2024) indbyggere.